# Осборн, Харольд
Харольд Марион Осборн (англ. Harold Marion Osborn; 13 апреля 1899, Butler, Иллинойс — 5 апреля 1975, Шампейн, Иллинойс) — американский легкоатлет (прыжок в высоту, десятиборье), чемпион летних Олимпийских игр 1924 года в Париже, рекордсмен мира и Олимпийских игр.

## Биография
Окончил университет Иллинойса, впоследствии стал известным остеопатом. В 1923 году выиграл первые серьёзные соревнования — чемпионат Ассоциации американских университетов (AAU) в десятиборье, установив при этом мировой рекорд, который, однако, так и не был ратифицирован. Тем не менее, на следующем чемпионате AAU снова установил мировой рекорд. За свою карьеру завоевал 35 медалей Ассоциации американских университетов различного достоинства (включая 18 золотых). Кроме рекордов в десятиборье, в 1924 году установил мировой рекорд в прыжках в высоту (204 сантиметра). В 1936 году установил мировой рекорд в прыжках в высоту с места — 167 сантиметров.
На Олимпиаде в Париже выступал в десятиборье и прыжках в высоту. В первом виде стал олимпийским чемпионом, попутно установив мировой рекорд (7710 очков) и опередив своего соотечественника Эмерсона Нортона (7350) и эстонца Александра Клумберга (7329). В прыжках в высоту также завоевал олимпийское золото (198 см — олимпийский рекорд). Вторым также был американец Лерой Браун (195 см), а третьим — француз Пьер Левден (192 см). Харольд Осборн — единственный человек, выигравший соревнования не только в десятиборье, но и в отдельном виде лёгкой атлетики.